# سالي يي
سالي يي (بالإنجليزية: Sally Yeh)‏ (و. 1961 – م) هي مغنية، وممثلة، من كندا، ولدت في تايبيه.

## جوائز
حصلت على جوائز منها:
- Golden Needle Award  [لغات أخرى]‏ (2010).

## وصلات خارجية
- سالي يي على موقع IMDb (الإنجليزية)
- سالي يي على موقع روتن توميتوز (الإنجليزية)
- سالي يي على موقع ألو سيني (الفرنسية)
- سالي يي على موقع ميوزك برينز (الإنجليزية)
- سالي يي على موقع أول موفي (الإنجليزية)
- سالي يي على موقع قاعدة بيانات الأفلام السويدية (السويدية)
- سالي يي على موقع أول ميوزيك (الإنجليزية)
- سالي يي على موقع ديسكوغز (الإنجليزية)
- سالي يي على موقع قاعدة بيانات الفيلم (الإنجليزية)
- سالي يي على موقع كينوبويسك (الروسية)